# 협주곡

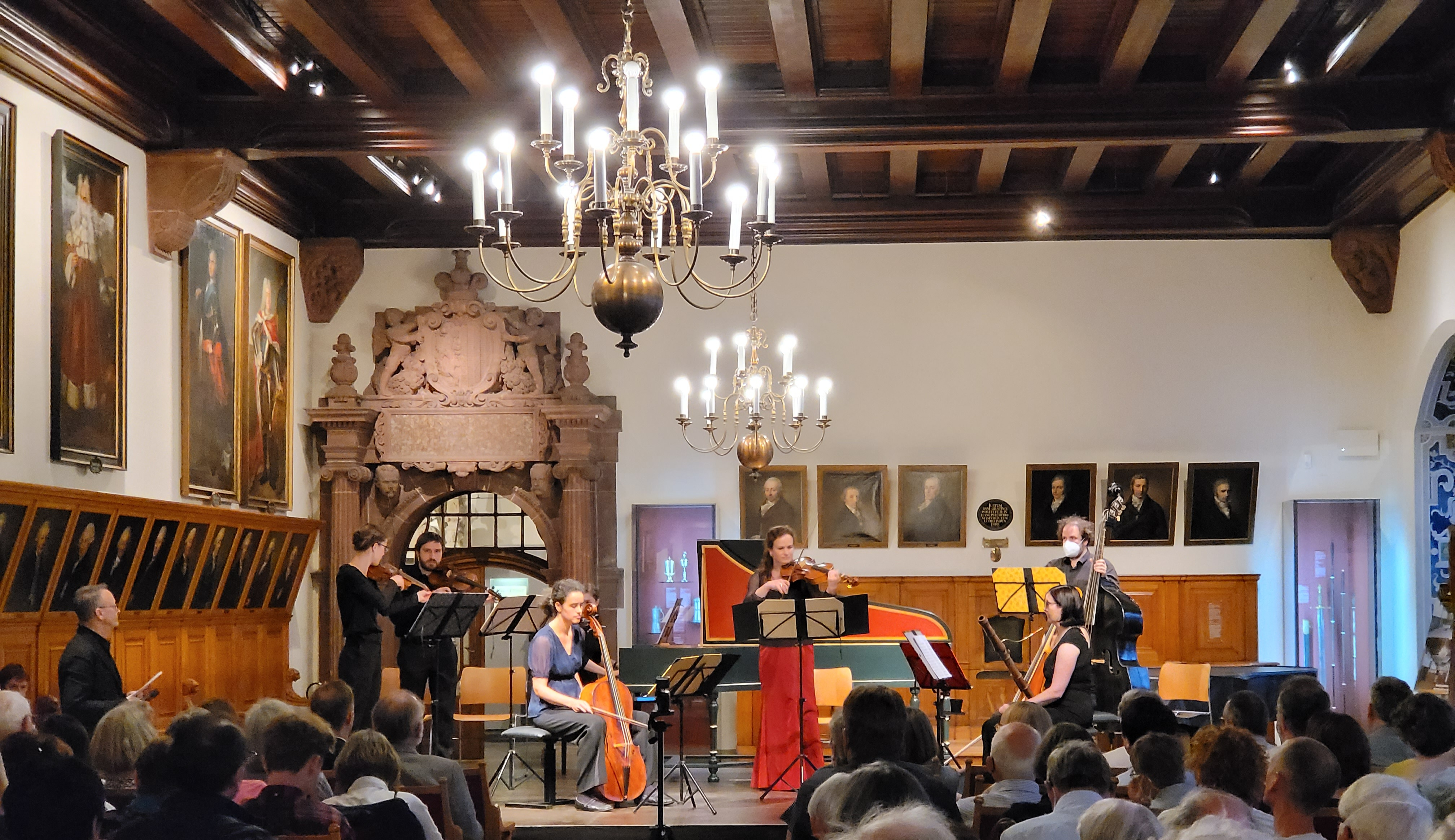

협주곡(協奏曲), 또는 콘체르토(이탈리아어: concerto)는 관현악단이 협주 악기 독주자(soloist)와 함께 연주하는 서양 고전 음악으로, 악곡의 한 형식이다. 오늘날 의미하는 '협주곡'은 바로크 시대에 합주 협주곡과 함께 발생하였다. 합주 협주곡은 바로크 시대에 국한되지만, 협주곡은 오늘날에도 음악에서 중요한 지위를 차지하고 있다. 대부분 3악장 형식으로 구성된다.

## 어원
협주곡의 이탈리아어 표현인 concerto는 중세 라틴어(라틴어: concertare; 합동 참여하다, 경연하다)에서 나온 말이다. 이것은 음악가의 집합 (consort)으로 해석될 수 있다. 협주곡을 라틴어 concertare에 준거하여 해석한다면, 여러 음성 간의 경연으로 풀이할 수 있으며, 이 뜻이 16세기 이후 바로크 시대의 협주곡에 사용된 이래 현대의 협주곡의 일반적 의미로 통용된다고 볼 수 있다. 물론 여기서 지칭하는 음성의 개념은 인간의 육성을 포함한 악기의 소리라고 이해하여야 한다.

## 협주곡, 연주회 구분
영어에서는 협주곡을 concerto, 연주회를 concert라고 한다. 독일어에서는 일반적으로 Konzert라 부르지만, 혼동을 굳이 피하려면 협주곡은 Instrumentalkonzert라고 해야 한다.

## 종류
협주곡은 대부분 3악장으로 구성되어 있으며, 소나타 형식을 취한다. 반면 3악장의 소나타 형식을 취하지 않고, 환상곡, 교향곡의 형식을 취하는 곡들도 많다. 바로크 시대에는 두 대 이상의 악기가 동시에 협연을 하는 합주 협주곡이 많이 등장하였다. 합주 협주곡은 같은 악기 또는 종류가 다른 두 개 이상의 악기가 오케스트라나 앙상블과 협연하는 것이 일반적이다.

## 형식
악곡의 형식 면에서 보면 협주곡은 독주악기(또는 독주악기군)와 관현악을 위한 소나타이다. 전형적인 것으로는 빠르게－느리게－빠르게의 3악장으로 되어 있고, 제1악장은 소나타 형식, 제2악장은 리트 형식, 제3악장은 론도 형식을 취하는 것이 상례이다. 한편, 협주곡의 제1악장에서는 처음에 관현악이 2개의 주제를 으뜸조로 제시하고, 계속하여 독주악기가 이것을 반복하나, 그 때에 제2주제는 소나타 형식의 정형에 따라 딸림조 또는 병행조를 취하는 것이 고전적 협주곡의 원칙이다(예외로 베토벤 피아노 협주곡 제4번이 있다). 또 제1악장, 또는 끝악장의 코다 직전에 독주자만이 혼자 연주하는 카덴차가 있다. 이런 것은 독주자의 기교를 유감없이 발휘하도록 화려한 주구(走句)를 많이 써서 자유롭고 즉흥적 스타일로 쓰였다. 이전에는 카덴차는 연주자의 즉흥에 맡겨져 있었으나 베토벤 이후로는 작곡가가 미리 쓴 것에 따라 연주하게 되었다.

## 시대별 협주곡의 양식
시대별로 발전한 협주곡의 양식은 다음과 같다.

### 바로크 시대의 협주곡
바로크 시대는 협주곡이란 양식이 처음으로 등장한 시대이다. 이 시대에는 지금과는 달리 합주협주곡의 형식을 띠었다. 협주곡의 명칭이 붙은 곡은 16세기 전반 이탈리아에서 맨 처음 나타났으나, 17세기 중엽까지는 일정한 악곡 형식을 갖지 않았으며, 주로 이 말은 기악의 반주가 있는 성악곡을 뜻하였다. 이러한 것으로는 교회에서 연주하는 교회협주곡과 궁정에서 연주되는 실내협주곡이 있었다. 17세기 말에서 18세기 전반경에 기악만으로 된 협주곡이 생겼으나, 그중에서도 가장 중요한 것은 '합주협주곡'(콘체르토 그로소)이라고 하는 것이다. 이것은 관현악이 2개의 그룹으로 나뉘어 콘체르티노라고 하는 독주자의 그룹(보통 바이올린 2, 첼로 1, 쳄발로 1)과, 리피에노 또는 그로소라고 하는 관현악의 그룹이 서로 협주한다는 형식이다.
바로크시대의 작곡가 중 한 사람인 코렐리는 바로크 시대의 작곡가 가운데 가장 먼저 합주 협주곡의 양식을 도입했고, 비발디는 기악 합주 협주곡의 작곡에 능숙해서, 독주 파트의 기교를 더욱 돋보이게 했다(이 양식은 후에 헨델, 바흐가 계승한다). 바로크 시대의 협주곡들은 대부분 쳄발로와 오르간을 위해 쓰인 협주곡이 많고, 바이올린이나 첼로의 협주곡에도 오르간이나 쳄발로가 쓰일 정도로 이 두 악기의 영향력은 막강했다.

### 고전파 시대의 협주곡
이 시대에는 우리가 알고있는 독주 협주곡이 발달하게 된 시대이다. 고전파 시대의 협주곡은 보편적으로 오케스트라가 동기를 제시하며 시작하였으나, 이것은 베토벤의 피아노 협주곡에서 처음으로 독주자가 곡의 서두를 맡음으로서 새로운 형식이 탄생되었다. 독주악기로는 피아노, 첼로가 가장 많이 쓰이나, 그 밖에 비올라, 플루트, 클라리넷, 호른, 파곳, 오보에, 트럼펫 등도 많이 쓰인다. 이후 이 형식은 리스트, 슈만, 차이콥스키 등이 계승하게 된다. 또한 고전파 시대에 들어 새로 도입된 개념은 카덴차가 있다. 카덴차는 협주곡의 마지막 부분에 나오는 독주악기의 즉흥적이고 기교적인 부분을 말한다. 대부분의 카덴차는 악장의 동기를 발전시키면서 진행된다. 고전파 시대의 카덴차는 주로 독주자 자신의 즉흥성에 의지했다고 한다.또한 고전파 음악의 카덴차는 연주자에 따라 생략하기도 한다.
고전파의 협주곡 양식과 형식은 모차르트에 의하여 확립되었다. 그는 모든 종류의 악기를 독주악기로 써서 50여의 협주곡을 썼다. 그것의 약 반수는 피아노 협주곡이며, 그 밖에는 바이올린 7곡, 호른 4곡, 플루트, 파곳, 오보에, 클라리넷 등의 협주곡이다. 베토벤은 유명한 제5번 협주곡 《황제》를 비롯하여 5곡의 피아노 협주곡과 바이올린 협주곡 1곡, 바이올린과 첼로와 피아노를 위한 3중 협주곡이 하나 있다.

### 낭만파 시대의 협주곡
낭만파 시대의 협주곡은 독주 악기와 오케스트라가 조화를 이룬다. 오케스트라가 주제를 연주하면 독주악기는 그 주제를 발전시켜서 연주하는 식이다. 또한 낭만파 시대에 들어와서 발전된 새로운 협주곡의 형식은 연속된 악장을 가진 협주곡이라는 것이다. 이러한 형식의 협주곡은 1악장부터 마지막 악장까지 쉬는 부분없이 계속 이어지는 형식이다.
낭만파의 협주곡은 리스트, 파가니니, 루빈스타인, 차이콥스키에게서 볼 수 있는 독주자로서의 명인적인 기교를 과시하는 경향과 브람스와 같은 교향곡적 경향으로 나뉘었다. 그 밖에 멘델스존, 슈만, 쇼팽, 그리고 세사르 프랑크, 스크랴빈, 거쉰, 에런 코플런드 등에 의한 많은 걸작이 있다. 한편 콘체르티노라든가 콘체르토 시튀크라는 것은 어느 것이나 자유로운 1악장 형식의 소규모의 곡을 의미한다. 예를 들면 베버의 《클라리넷과 호른을 위한 콘체르티노》, 《피아노를 위한 콘체르토 시튀크》 등이다.

### 근대의 협주곡
이 시대에는 협주곡의 형식이 고도로 발전된 시기이다. 이 시대에는 이전의 음악의 양식을 유지하며 새로운 형식들을 취하는 곡들이 많이 생겨났으며, 대표적으로는 협주곡의 소나타 형식을 벗어나 교향곡,환상곡,광시곡의 형식을 취한 곡들 이 몇몇 있었다는 것이다

### 현대의 협주곡
현대의 협주곡은 오케스트라의 편성이 기존의 편성과 다른 경우가 많다. 어떤 곡의 경우 독주 바이올린의 음을 돋보이고자 오케스트라에서 바이올린 파트를 모두 없애버린 곡도 있는가 하면, 어떤 곡은 불협화음의 조화로 듣는이에게 불안한 느낌을 주는 곡들도 많다. 동양의 작곡가들은 동양의 전통적인 음을 서양의 악기로 표현함 으로서 묘한 조화를 불러일으키기도 한다.

## 같이 보기
- 독주 협주곡
- 합주 협주곡
- 피아노 협주곡
- 바이올린 협주곡

## 참고 문헌
- 이 문서에는 다음커뮤니케이션(현 카카오)에서 GFDL 또는 CC-SA 라이선스로 배포한 글로벌 세계대백과사전의 내용을 기초로 작성된 글이 포함되어 있습니다.